# スカルディスとアントウェルピア
『スカルディスとアントウェルピア』（蘭: Scaldis en Antverpia, 英: Scaldis and Antverpia）として知られる『アントウェルピアの繁栄の寓意、アントウェルペンの都市の乙女にコルヌコピアを差し出す河神スカルディス』（蘭: Allegorie op de welvaart van Antwerpen: de riviergod Scaldis biedt de stedenmaagd van Antwerpen de hoorn des overvloeds aan）は、バロック期のフランドルの画家アブラハム・ヤンセンスが1609年に制作した絵画である。油彩。ヤンセンスの代表作の1つで、スヘルデ川と都市アントウェルペンの寓意を主題としている。同年にスペインとネーデルラント諸州との間で結ばれた八十年戦争の停戦協定を調印する場となったアントウェルペン市庁舎を装飾するため、同市より発注された。現在はアントウェルペン王立美術館に所蔵されている。

## 制作経緯

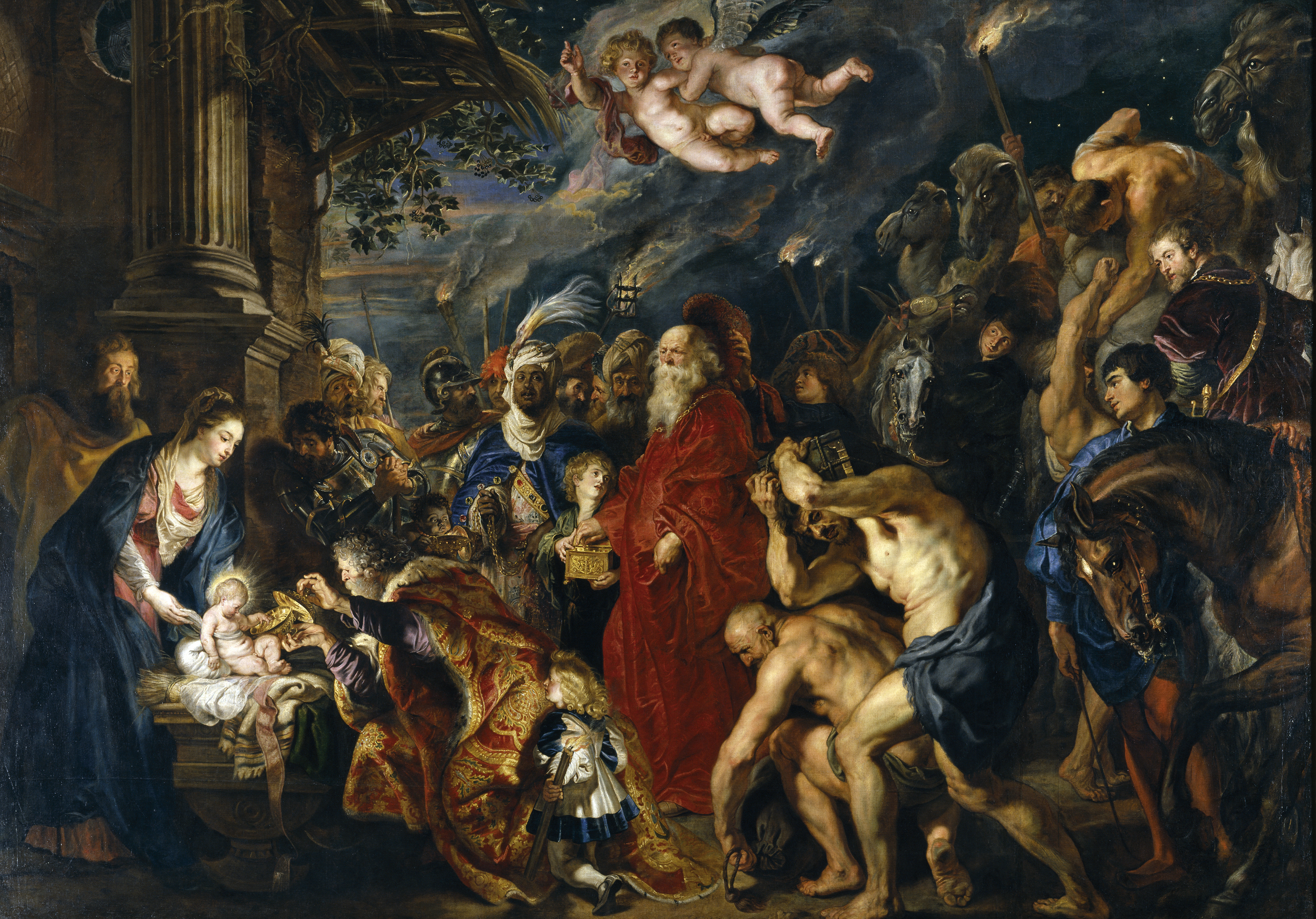
ピーテル・パウル・ルーベンスの絵画『東方三博士の礼拝』。1609年。プラド美術館所蔵。

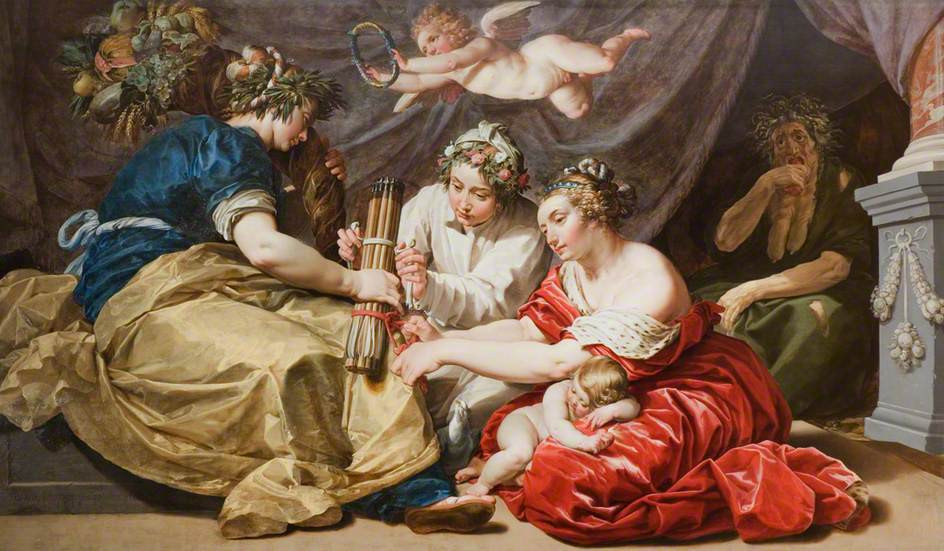
休戦後に制作されたヤンセンスの寓意画『戦争の矢を縛る平和と豊饒』。1614年。ウォルヴァーハンプトン美術館所蔵。

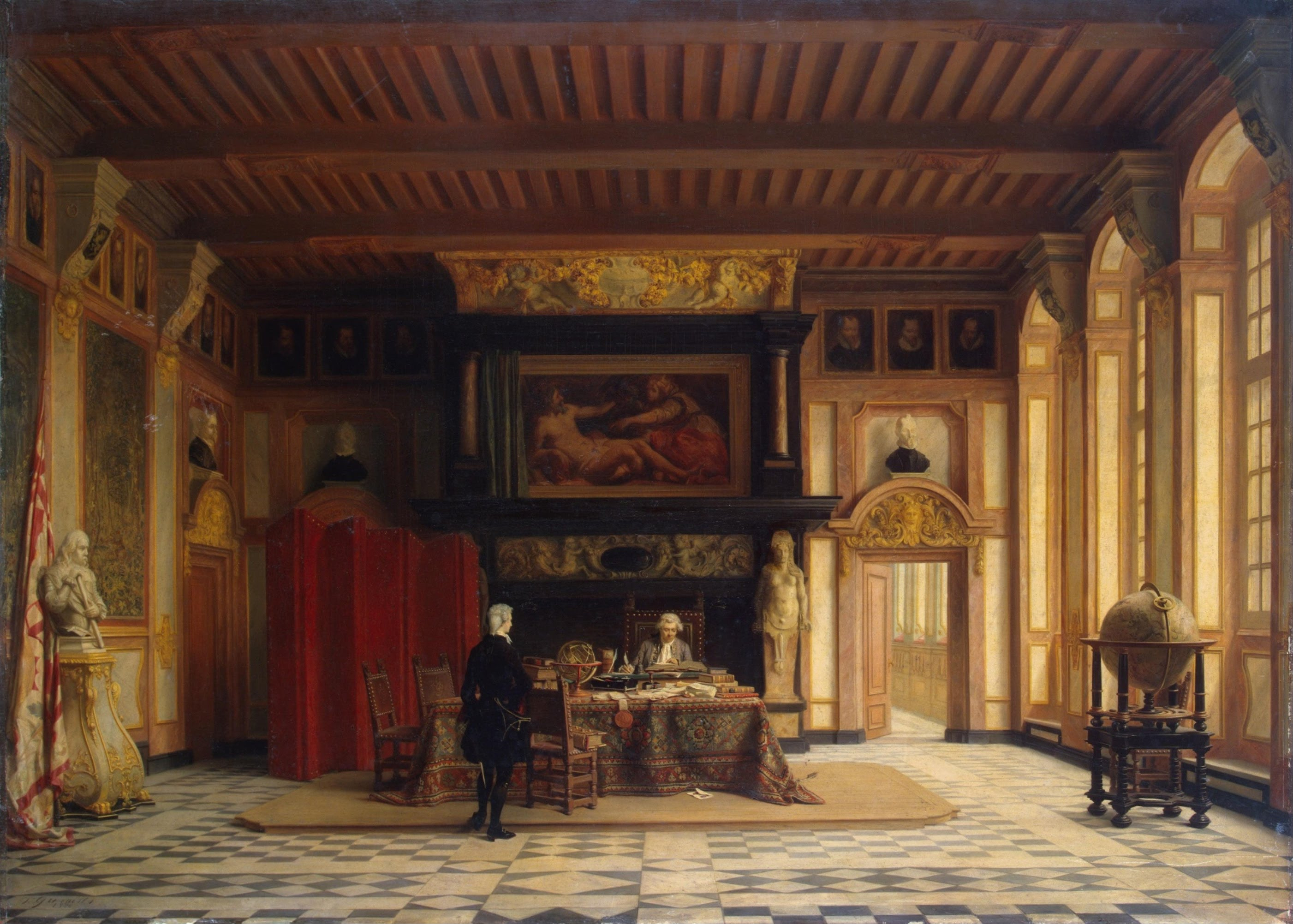
ヤン・ヒーラーツの1856年の絵画『アントウェルペン市庁舎の州議会室』。エルミタージュ美術館所蔵。

この作品は1608年にアントウェルペン市から市庁舎の州議会室を飾るために依頼されたものである。ネーデルラント諸州は1568年以降、40年にわたってスペインと戦争をしていた。この戦争は最終的に1648年まで続いたが、その一方で両勢力は1606年から秘密裏に講和の道を模索していた。しかし結局は講和するには至らず、12年間の停戦期間を挟むことになった。この停戦協定が正式に調印されたのは1609年のことであり、アントウェルペンはその調印が行われる市庁舎の州議会室の室内装飾計画の一環として、当時全盛期であったヤンセンスに本作品を、またイタリアで画家としての地位を築きつつあった若き日のピーテル・パウル・ルーベンスに『東方三博士の礼拝』（De aanbidding der koningen）を発注した。

## 作品
ヤンセンスはスヘルデ川と都市アントウェルペンの擬人像としての河神スカルディスと女神アントウェルピアを描いている。スカルディスは神話画における河神の表現の定番である、川の水が流れ出る巨大なアンフォラに寄りかかった姿で描かれている。対してアントウェルピアは都市を擬人化として白いドレスを身にまとい、城壁の形をした王冠を頭上に戴いている。
逞しい姿で表された河神は自身の河岸で育った野菜と果物が溢れ出ている豊穣の角コルヌコピアをアントウェルピアに差し出しているが、アントウェルピアは農作物には興味がないらしく、右手で豊穣の角を受け取りながら、スカルディスに向けて伸ばした左手の指先でスヘルデ川の川水を指している。この図像はアントウェルペンの繁栄が交易路であったスヘルデ川によってもたらされ、自由な通行がアントウェルペンの繁栄に不可欠であることを象徴しており、当時封鎖されていたスヘルデ川を利用した船舶輸送の再開を促す意図が込められている。このように、ヤンセンスは絵画の中で条約調印という外交の成果によってアントウェルペンにもたらされる平和と繁栄を表現している。
構図はイタリアの芸術家ミケランジェロ・ブオナローティの有名な『アダムの創造』（Creazione di Adamo）に基づいており、人物像はミケランジェロ・メリージ・ダ・カラヴァッジオのような強いキアロスクーロで描かれている。また農作物は人の顔の形をしているように見え、ジュゼッペ・アルチンボルドから影響を受けた視覚効果の可能性がある。

## 来歴
完成した絵画は1609年にアントウェルペン市庁舎の州議会室のマントルピースにルーベンスの『東方三博士の礼拝』と向かい合う形で設置された。その後はおそらく市庁舎で保管されていた。絵画がアントウェルペン市庁舎に設置されていた光景は、エルミタージュ美術館所蔵のヤン・ヒーラーツの1856年の絵画『アントウェルペン市庁舎の州議会室』（De Statenkamer in het stadhuis van Antwerpen）によって描かれている。1863年から1869年にアントウェルペン王立美術館に寄贈された。